# Campen (Krummhörn)
Campen is een plaats in de Duitse deelstaat Nedersaksen. Het valt bestuurlijk onder de gemeente Krummhörn, gelegen in de Landkreis Aurich in Oost-Friesland. De plaats telt 474 inwoners (2012).
Hoewel Campen maar een klein dorp is heeft het toch twee kerken: de oude hervormde dorpskerk uit de dertiende eeuw en een gereformeerde kerk uit 1905. Bij het dorp staat ook de vuurtoren van Campen. Deze is in 1889 gebouwd en is sinds 1891 in gebruik. Hij is 65,3 meter hoog en is daarmee de hoogste vuurtoren van Duitsland.

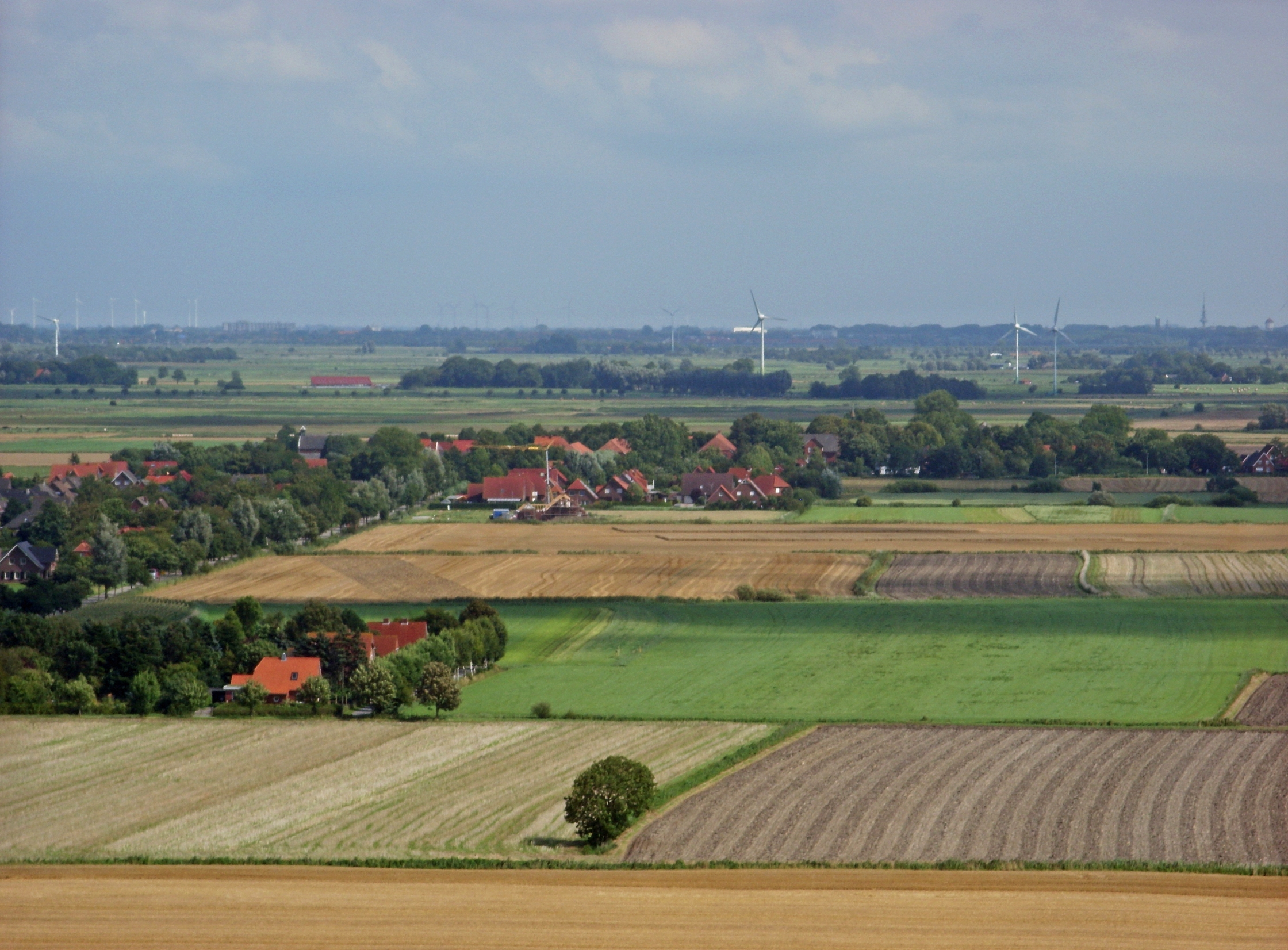
Campen gezien vanaf de vuurtoren

Campen · Canum · Eilsum · Freepsum · Greetsiel · Grimersum · Groothusen · Hamswehrum · Jennelt · Loquard · Manslagt · Pewsum · Pilsum · Rysum · Upleward · Uttum · Visquard · Woltzeten · Woquard

Nedersaksen: Steden en gemeenten      Duitsland: Deelstaten · Gemeenten
- Gemeinsame Normdatei: 4243170-0
- Virtual International Authority File: 244174642